# Motor a fons
Motor a fons és un programa de televisió català sobre el món del motor que començà a emetre’s a Televisió de Catalunya el 1988. Considerat el programa de motor més veterà d'Europa, és el programa pioner en l'actualitat informativa del motor en català. Hi tenen una atenció especial les notícies de la Fórmula 1, el Mundial de Motociclisme i el Campionat del Món de Ral·lies. Fou impulsat pel periodista lleidatà Tatxo Benet, i al llarg de la seva història ha estat dirigit per Francesc Rosès, Josep Lluís Merlos i Francesc Latorre. Fou un programa fix de la graella setmanal del Canal 33 i actualment s'emet al canal Esport3 els diumenges al vespre.